# جون ماكينلي
جون ماكينلي (بالإنجليزية: John McKinley)‏ (و. 1780 – 1852 م) هو سياسي وقاضي ومحامي من الولايات المتحدة الأمريكية. ولد في مقاطعة كلبيبر. تولى منصب عضو مجلس الشيوخ الأمريكي وعضو مجلس النواب ألاباما. كان عضو في الحزب الديمقراطي الأمريكي. توفي في لويفيل، كنتاكي.

## روابط خارجية
- جون ماكينلي على موقع الموسوعة البريطانية (الإنجليزية)
- جون ماكينلي على موقع إن إن دي بي (الإنجليزية)